# Alexandrine Zola
Alexandrine Zola, née Alexandrine Méley, est née le 23 mars 1839 à Paris et morte le 26 avril 1925 à Paris 8e. Elle est l'épouse de l'écrivain Émile Zola.

## Biographie
Un certain mystère entoure la jeunesse d'Alexandrine Meley, née dans les milieux populaires de la capitale. Fille d'une petite marchande de dix-sept ans et d'un ouvrier typographe qui se séparent rapidement, ayant perdu sa mère assez tôt, elle ne s'étendra jamais sur son histoire familiale.
Elle est connue aussi sous le nom de Gabrielle Meley : en effet, avant ses vingt ans, Alexandrine changea son nom en Gabrielle, pour revenir au nom d'Alexandrine, après son mariage le 31 mai 1870 à Paris avec Émile Zola. Elle l'avait rencontré en 1864, dans des circonstances qui restent floues, et cette union fut d'abord désapprouvée par la mère de son mari.
Cette épouse inspira vraisemblablement à l'écrivain les traits et surtout l'histoire de plusieurs personnages issus du petit peuple de la capitale. On sait en effet qu'Alexandrine Zola fut lingère, et avait eu avant de rencontrer son époux une fille, abandonnée faute de moyens financiers. Elle tâchera avec Émile Zola de retrouver sa trace, pour découvrir que la fillette était décédée.
Elle fut modèle pour Édouard Manet, et figure notamment à l'arrière-plan du Déjeuner sur l'herbe, ainsi que pour Paul Cézanne.
En 1878, Zola achète leur maison de Médan dans les Yvelines (la cage à lapin, comme il l'appelait lui-même). Le couple n'aura jamais d'enfant, ce qui sera le drame de la vie d'Alexandrine. Quand elle apprend en 1891 qu'il a une liaison avec Jeanne Rozerot, son ancienne lingère, elle hésite à divorcer. Elle reste mariée, et demande à l'écrivain de mettre fin à cette relation. Mais comme il n'y renonce pas, elle est contrainte d'accepter cette double vie.
À toutes les occasions où Zola est la cible d'attaques, les origines très modestes d'Alexandrine sont un sujet de moquerie. Elle soutient toutes ses prises de position les plus risquées, y compris lors de l'affaire Dreyfus, et le suit en 1898 dans son exil à Londres.
Après la mort de Zola en 1902, Alexandrine fit reconnaître les deux enfants naturels qu'il avait eus avec Jeanne.
Alexandrine Zola est décédée le 26 avril 1925 à Paris, à son domicile du 62 rue de Rome, à l'âge de quatre-vingt six ans. Elle est inhumée au cimetière de Montmartre (19e division).

## À l'écran
Dans la mini-série pour Antenne 2 Émile Zola ou la Conscience humaine  (1978) de Stellio Lorenzi, son rôle est joué par Dominique Davray.

### Pièce de théâtre inspirée par la vie d'Alexandrine Zola
- Madame Zola, d'Annick Le Goff (2019)